# William Benjamin Carpenter
William Benjamin Carpenter CB FRS (Exeter, 29 de outubro de 1813 — Londres, 19 de novembro de 1885) foi um naturalista britânico.